# Petr Čáslava
Petr Čáslava (Kolín, 3 settembre 1979) è un hockeista su ghiaccio ceco.

## Palmarès

### Mondiali
- 3 medaglie:
  - 1 oro (Germania 2010)
  - 2 bronzi (Slovacchia 2011; Finlandia/Svezia 2012)